# Yendi
Yendi (auch Uendi geschrieben) ist eine Stadt in Ghana.
Sie ist bekannt als Sitz der Könige der Dagomba und als Ort schwerer Ausschreitungen im Jahr 2002. Yendi ist die Hauptstadt des gleichnamigen Distrikts der Northern Region.

## Lage
Die Stadt befindet sich am Fluss Daka im nordöstlichen Ghana. Sie ist rund 400 km von Accra, der Hauptstadt von Ghana, und etwa 50 km von der Grenze Togos entfernt.

## Bevölkerung
Yendi hat 51.727 Einwohner (Stand 2010), überwiegend Dagomba. Die bis 1994 hier ansässige Minderheit der Konkomba hat nach schweren ethnischen Konflikten, die in jenem Jahr die Gegend heimsuchten, weitgehend die Stadt verlassen.
Bevölkerungsentwicklung:
| Jahr          | Einwohner |
| ------------- | --------- |
| 1970 (Zensus) | 22.072    |
| 1984 (Zensus) | 31.633    |
| 2000 (Zensus) | 40.336    |
| 2010 (Zensus) | 51.727    |

## Geschichte

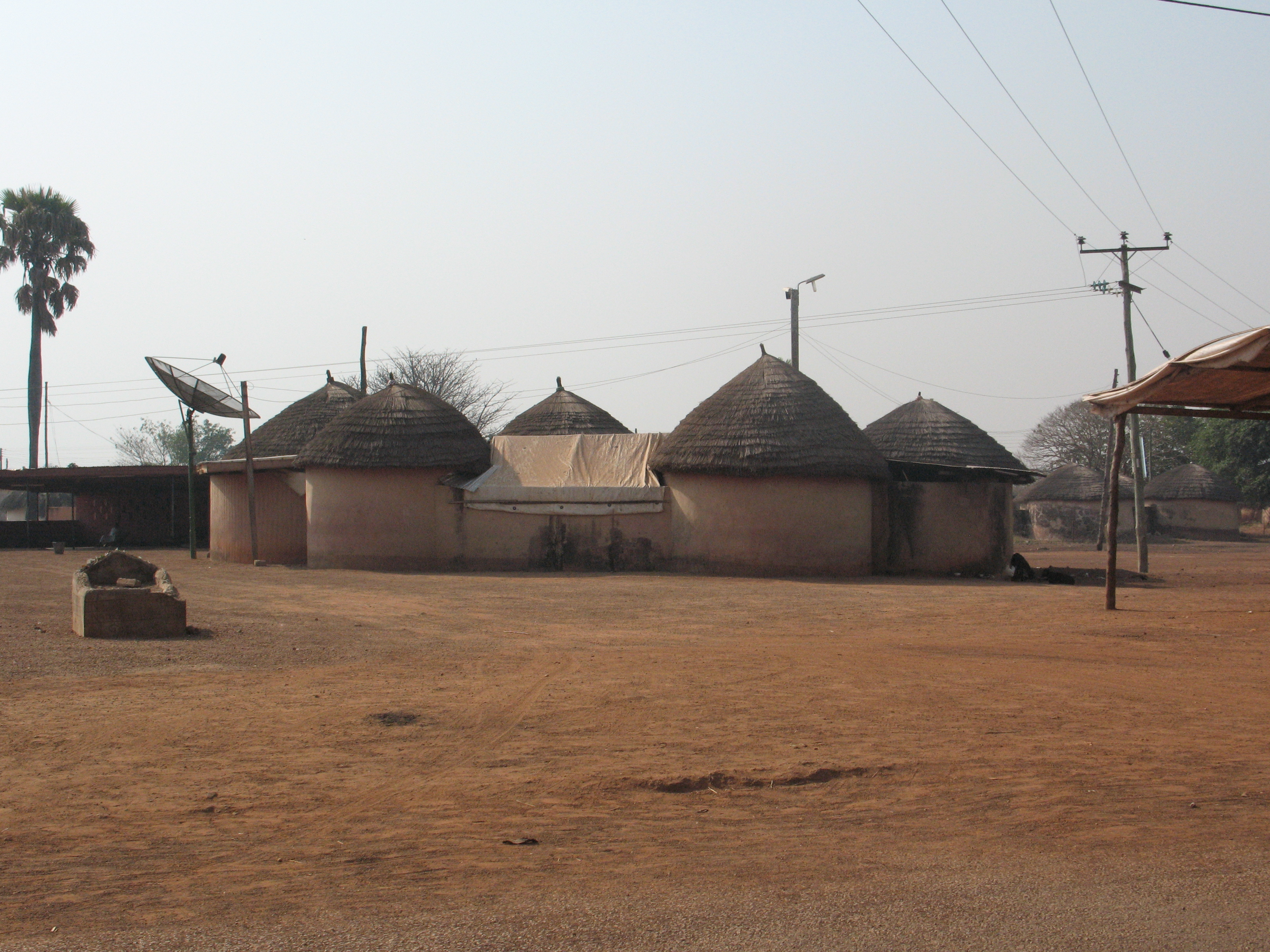
Gehöft mit Rundhäusern

### Königsstadt Yendi
Yendi wurde Mitte des 15. Jahrhunderts von einem Herrscher namens Niakse als Hauptstadt des  Reiches der Dagomba gegründet. Dieses Reich beherrschte etwa seit dem 14. Jahrhundert weite Teile des heutigen Nordghana. Zur Zeit der Tributpflichtigkeit Dagombas gegenüber dem Aschantireich (ab 1744) saßen in Yendi die „Kommissare“ der Ashanti und nahmen dort den Tribut in Empfang. Bis 2002 befand sich in Yendi der Gbewaa-Palast, der Sitz der Könige der Dagomba, die auch im modernen Ghana große Autorität besaßen und besitzen.

### Handelsplatz Yendi
Yendi lag an einer der großen Handelsrouten für Sklaven und wurde so zu einem bedeutenden Handelszentrum für Sklaven. Unter anderem erinnert das Grab eines berüchtigten und mächtigen Sklavenhändlers, Babato, an diese Zeit in Yendi.

### Koloniales Yendi
Im Gegensatz zum größten Teil des heutigen Staates Ghana waren es die Deutschen, und nicht die Briten, die die koloniale Eroberung der Stadt Yendi (und des östlich angrenzenden Gebietes) betrieben. Ende des 19. Jahrhunderts wurde Yendi – damals auch Jendi geschrieben – Teil der deutschen Kolonie Togo. Noch heute ist in Yendi ein deutscher Friedhof aus der Kolonialzeit zu sehen und in Adibo, unweit der Stadt, gibt es ein Massengrab von Dagombakriegern, die bei einem Aufstand gegen die Deutschen gefallen waren. Im August 1914, zu Beginn des Ersten Weltkrieges, eroberten die Briten Togo und damit die Stadt Yendi. 1919 wurde diese Eroberung als Britisch-Togoland zum Mandatsgebiet des Völkerbundes.

### Ausschreitungen des Jahres 2002
Im März 2002 stürmte eine große Menge Bewaffneter den Palast des Ya Na (Königs) Yakubu Andani II, töteten ihn und mindestens weitere 17 Personen und brannten den Palast nieder. Ursache hierfür war ein Nachfolgestreit um die Königswürde zwischen den beiden Klans der Andani und Abudu. Diese beiden Klans (benannt nach Söhnen des Ya Naa Yakubu I, eines Dagombakönigs des 15. Jahrhunderts) stellten seit ca. 600 Jahren im regelmäßigen Wechsel den König. Dieses Rotationssystem geriet nach einigen Quellen im Jahr 1948 (also noch zu Zeiten der Kolonie Goldküste), nach anderen im Jahr 1974 durcheinander, als ein Abudu-König widerrechtlich vom damaligen ghanaischen Militärdiktator Ignatius Kutu Acheampong abgesetzt wurde und ihm ein Andani-König nachfolgte.

## Politische Situation
Die Situation in der Stadt war 2012 noch immer angespannt. Ein neuer König konnte erst benannt werden, nachdem der Palast wieder aufgebaut und der König offiziell bestattet war. Es wurde befürchtet, dass die beiden Clans ansonsten konkurrierende Nachfolger des ermordeten Königs ausrufen könnten und es zu weiteren Ausschreitungen kommen würde. Unter Beteiligung der ghanaischen Regierung konnte der Konflikt schließlich beigelegt werden. 2019 wurde ein neuer Ya Na inthronisiert.

## Religion
Yendi ist seit 1999 Sitz des römisch-katholischen Bistums Yendi.